# Фондова біржа Сан-Паулу
Фондова біржа Сан-Паулу (порт. B3 S.A. – Brasil, Bolsa, Balcão, раніше звалась BM&F Bovespa) — найбільша фондова біржа в Латинській Америці, черверта в Америці та тринадцята за обсягами торгів у світі, розташована в центрі найбільшого міста Бразилії — Сан-Паулу.

## Історія
Заснована 23 серпня 1890 і стала першою біржею країни.
До середини 1960-х всі бразильські біржі, у тому числі і Bovespa, були державними підприємствами, що обслуговували фондовий ринок країни. Біржі були міцно пов'язані з міністерством фінансів, а брокери призначалися урядом. В результаті реформи національної фінансової системи і фондового ринку в 1965-1966, бразильські торгові майданчики стали некомерційними асоціаціями, що володіють адміністративною і фінансовою автономією. Починаючи з цього часу, біржа розвивалася, упроваджуючи в свою діяльність нові технології, такі, як електронні системи торгів, торги по телефону.
З метою розширення доступу до ринку цінних паперів в 1999 ввела електронні системи, що дозволяють дрібним і середнім інвесторам брати участь в торгах, а також систему вечірніх електронних торгів, що працює після закриття ринку.

## Поточне положення біржі
Є найбільшою фондовою біржею в Латинській Америці, що зосередила у себе 70 % обсягу торгів всього регіону.
У 2004 на біржі в середньому здійснювалося операцій з акціями на суму 1,2 млрд $R.

## Біржові індекси
Основний індекс: Ibovespa (Bovespa Index) — включає самі різні активні акції на біржі, на які припадає близько 80 % операцій. Максимального значення в 73 516 пунктів індекс досяг 20 травня 2008 року.
У листопаді 1997 IBovespa впав більш ніж на 10 %, спровокувавши різке зниження котирувань по всій Південній Америці. Фахівці пов'язали подію з валютно-фінансовою кризою, що вибухнула в Південно-Східній Азії.

## Події
- 21 жовтня 2002 представники поліції Бразилії повідомили, що їм вдалося виявити 30 кг вибухівки, яку члени місцевого впливового злочинного угрупування мали намір використовувати для здійснення вибуху в будівлі фондової біржі Сан-Паулу. Знахідка стала результатом слідчих заходів, початих після серії нападів на співробітників поліції, а так само арешту дружини одного з керівників злочинного угрупування. У випадку, якщо б злочинцям вдалося реалізувати свій задум, фондова біржа була б повністю зруйнована[7].

- 24 листопада 2006 озброєна людина намагалася увійти у будівлю біржі, проте була затримана службою охорони будівлі і поліцією. Торги на біржі не припинялися, оскільки людина так і не увійшла до будівлі[8].

## Ресурси Інтернету
- Офіційний сайт біржі
- Капіталізація ринку акцій біржі Bovespa (оновлюється щоденно)